# 26 Comisarios de Bakú
Los 26 Comisarios de Bakú fueron miembros dirigentes bolcheviques y social-revolucionarios de izquierda de la Comuna de Bakú, régimen soviético establecido en Azerbaiyán en 1918. La comuna fue establecida en la ciudad de Bakú (capital de la pre-soviética y brevemente independiente República Democrática de Azerbaiyán, actualmente República de Azerbaiyán). La comuna, liderada por Stepán Shaumián, existió hasta el 26 de julio de 1918, cuando los bolcheviques fueron forzados a abandonar el poder por una coalición de dashnaks, social-revolucionarios de derecha y mencheviques. Tras su derrocamiento, los comisarios intentaron abandonar Bakú, pero fueron capturados por la Dictadura del Caspio Central y encarcelados. Según la historiografía soviética, el 14 de septiembre de 1918, durante la caída de Bakú ante las fuerzas otomanas, soldados del Ejército Rojo irrumpieron en su prisión y liberaron a los comisarios; entonces embarcaron en un barco hacia Krasnovodsk, donde fueron inmediatamente detenidos por las autoridades locales y, en la noche del 20 de septiembre de 1918, ejecutados por un pelotón de fusilamiento entre las estaciones de Pereval y Ajcha-Kuima del Ferrocarril Trans-Caspio.

## La Comuna de Bakú
La Comuna de Bakú, una entidad política de corta vida, duró del 13 de abril al 25 de julio de 1918. Llegó al poder tras una confrontación sangrienta con la población musulmana, conocida como Jornadas de Marzo en Bakú. Durante su breve existencia la Comuna tuvo que enfrentarse a varios problemas: desde el desabastecimiento de alimentos y suministros hasta la amenaza del poderoso Ejército otomano que quería atacar Bakú. A pesar de las difíciles condiciones, la Comuna llevó a cabo diversas reformas sociales, como la nacionalización de la industria del petróleo. El proceso de nacionalización fue sencillo, poniendo bajo control militar las instalaciones y aplicando la dictadura del proletariado teorizada por Lenin. Así es como Víctor Serge describió la situación de mayo, junio y julio, y el estado del pequeño Ejército Rojo de Bakú:

«En mayo, junio y julio los habitantes solo podían recibir diminutas raciones de nueces y semillas de girasol; las pequeñas cantidades de maíz que el sóviet consiguió traer por mar estaban reservadas para las tropas. Los intentos de requisas fueron realizados por el pequeño Ejército Rojo de Bakú, un cuerpo pobremente disciplinado y gestionado, compuesto mayoritariamente por armenios que eran ajenos al espíritu revolucionario del proletariado. Bebían en exceso y saqueaban a los campesinos musulmanes, causando desafección entre ellos.»

El 5 de junio de 1918, el Ejército Rojo de Bakú repelió un asalto realizado por tropas otomanas abrumadoramente superiores en número, pero más tarde lanzó un asalto infructuoso contra Ganja, localidad donde se encontraba el cuartel general del Ejército Islámico del Cáucaso (unidad otomana) y fue obligado a retirarse a Bakú. En este punto, los dashnaks, eseristas de derecha y mencheviques comenzaron a negociar con el general Lionel Dunsterville, comandante de las tropas británicas en Persia, invitando a sus tropas a Bakú para defender la ciudad de un inminente ataque otomano. Los bolcheviques y sus aliados izquierdistas se opusieron a este plan, pero el 25 de julio la mayoría del sóviet votó el llamamiento a los británicos, y los bolcheviques dimitieron.
Los dirigentes de la Comuna de Bakú fueron encarcelados acusados de participar en formaciones militares ilegales y saqueo militarizado, particularmente durante las atrocidades cometidas en las Jornadas de Marzo, y fueron reemplazados por la Dictadura del Caspio Central.
Al contrario de lo que sucedió en muchas zonas de Rusia, donde los bolcheviques consiguieron una mala reputación por ejecutar cruelmente a aquellos que no les apoyaban, los bolcheviques de Bakú no fueron tan estrictos. La Cheka de Bakú ejecutó solo a dos personas, ambas miembros del sóviet sorprendidos malversando fondos públicos: el comisario de Finanzas, Aleksandr Kireev, y el comisario del vapor Meve, Serguéi Prokovski.

## Las ejecuciones

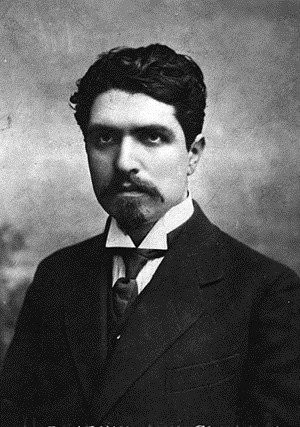
Stepán Shaumián, líder de los 26 Comisarios

### Versión soviética oficial
Tras la caída del sóviet de Bakú en julio de 1918, los líderes bolcheviques y algunas tropas leales trataron de alcanzar Astracán, el único puerto del mar Caspio aún en manos bolcheviques. Sin embargo, su barco fue interceptado por buques militares de la Flota del Caspio y tras someterles a un bombardeo de una hora en mitad del mar, se rindieron y regresaron a Bakú. La mayoría de los militantes bolcheviques fueron detenidos y permanecieron en prisión hasta que, tras la caída de Bakú en manos otomanas, una unidad de comando del Ejército Rojo, liderada por Anastás Mikoyán, les liberó de la cárcel.
Shaumián, Prokofi Dzhaparidze, Meshadi Azizbekov, y sus camaradas, junto a Mikoyán, se embarcaron entonces en el buque Turkmen, intentando alcanzar Astracán por mar. Según recientes historiadores, los marinos optaron no obstante por navegar a Krasnovodsk, por temor a ser detenidos en Astracán. En Krasnovodsk los comisarios fueron arrestados por el comandante local, quien pidió nuevas órdenes al Comité de Ashjabad, liderado por el social-revolucionario Fiódor Funtikov, sobre que debía hacerse con ellos. Tres días después, el general Wilfrid Malleson, tras conocer su arresto, contactó con el oficial de enlace británico en Asjabad, capitán Reginald Teague-Jones, para sugerirle que los comisarios fuesen entregados a las fuerzas británicas para ser usados como rehenes a cambio de ciudadanos británicos en poder de los soviéticos. El mismo día, Teague-Jones asistió a la reunión del Comité de Asjabad, que tenía el cometido de decidir sobre el destino de los comisarios. Por alguna razón, Teague-Jones no comunicó la solicitud de Malleson al comité, y se excusó diciendo que había abandonado la reunión antes de que se tomase la decisión. Además, afirmó que fue al día siguiente cuando descubrió que el comité había decidido al final enviar la orden de que los comisarios fuesen ejecutados. Según el historiador Richard H. Ullman, Teague-Jones podría haber detenido las ejecuciones si hubiese querido, ya que el Comité de Asjabad dependía del apoyo británico y no podía rechazar una solicitud de su poderoso aliado, pero decidió no hacerlo.
En la noche del 20 de septiembre, tres días después de ser detenidos, veintiséis de los comisarios fueron ejecutados por un pelotón de fusilamiento entre las estaciones de Pereval y Ajcha-Kuima del Ferrocarril Trans-Caspio. No se sabe cómo Anastás Mikoyán, que formaba parte del grupo, logró sobrevivir, ni la razón por la que se le perdonó la vida. En 1922, V. Chaikin, un periodista social-revolucionario, publicó una descripción de los momentos previos a la ejecución:

«Alrededor de las 6 de la madrugada (relató un testigo), los veintiséis comisarios escucharon el destino que les aguardaba mientras estaban en el tren. Fueron sacados fuera en grupos de ocho o nueve hombres. Estaban obviamente conmocionados, y se mantuvieron en un tenso silencio. Un marino gritó: 'Yo no estoy asustado. Estoy cayendo por la libertad.' Uno de los verdugos le replicó que 'Nosotros también moriremos por la libertad tarde o temprano, pero para nosotros significa algo diferente que para vosotros.' El primer grupo de comisarios, llevados desde el tren hasta la semioscuridad, fue despachado con una sola salva. El segundo grupo trató de salir corriendo pero fue segado tras varias descargas. El tercero se resignó a su destino…»

### Versión alternativa
Durante la evacuación de Bakú ante el avance de las fuerzas otomanas, el delegado de la facción bolchevique Anastás Mikoyán, consiguió la liberación de los miembros de la Comuna de Bakú mediante amenazas, para trazar investigaciones y realizar juicios a los arrestados en Astracán a donde la evacuación se dirigía. En el camino a Astracán (en manos de los rojos), la tripulación del buque de vapor, liderada por oficiales navales, cambió el curso hacia la ciudad de Petrovsk (Majachkalá), que estaba en manos de las fuerzas blancas. En aquel momento, los veintisiete comisarios se mezclaron con otros seiscientos refugiados. Al llegar a Petrovsk, durante el control de pasaportes efectuado por oficiales de contrainteligencia, Mikoyán fue arrestado por posesión ilegal de un arma y llevado a una celda de interrogatorios para su detención temporal. El jefe de Estado Mayor de la guarnición del general L. Bicherajov, el general Alekséi Martínov, ofreció durante los interrogatorios a Mikoyán el trato de salvarle la vida a cambio de que seleccionase a los veintiséis comisarios restantes entre los refugiados. Gracias a la ayuda de Mikoyán todos los comisarios fueron detenidos y llevados ante un tribunal. Tras completar la investigación todos ellos fueron condenados a muerte por fusilamiento, mientras Mikoyán era liberado con la condición de no inmiscuirse en actividades antigubernamentales. Según el general Martínov: «de todos los detenidos, él era la peor basura, debíamos habernos ocupado de él también, pero le di mi palabra de oficial de perdonarle la vida…»

## Impacto

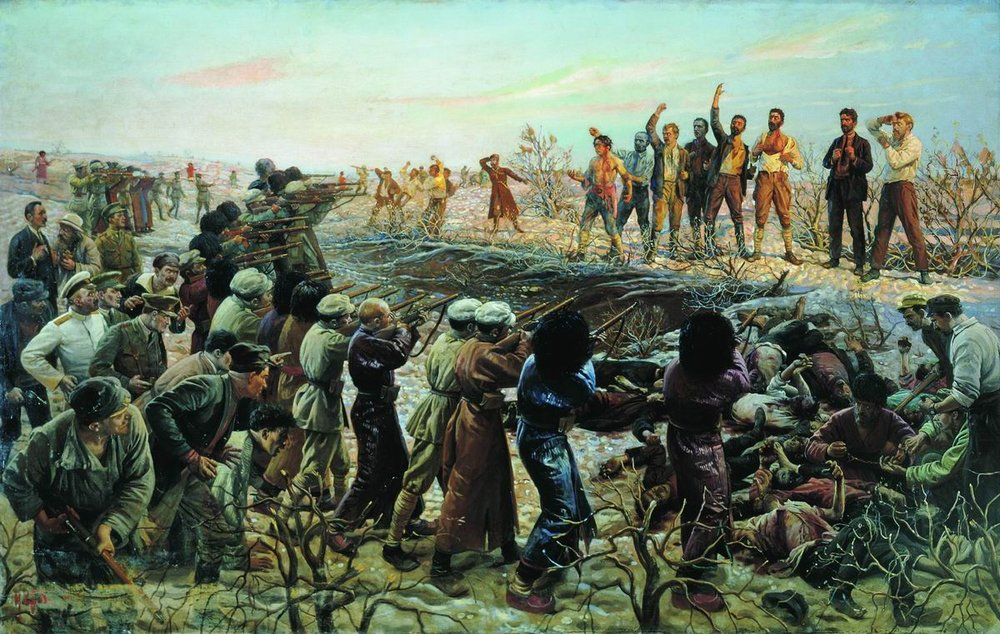
El cuadro de Isaak Brodski La ejecución de los 26 Comisarios de Bakú (1925) describe la visión soviética de la ejecución.

Oficiales soviéticos culparon más tarde de las ejecuciones a agentes británicos que actuaban en la zona de Bakú en aquel momento. Cuando se estableció el dominio soviético en toda la zona del Caspio, Funtikov, jefe del Comité de Asjabad responsable de las ejecuciones, fue encarcelado. Funtikov culpó de las ejecuciones al Reino Unido, y en particular a Teague-Jones, quien, afirmó, le había ordenado que disparase a los comisarios. Funtikov fue juzgado y ejecutado en Bakú en 1926. El Reino Unido negó su implicación en el incidente, afirmando que fue realizado por oficiales locales sin conocimiento de las tropas británicas.
Esta acusación causó una mayor tirantez en las elecciones entre el Reino Unido y el nuevo Gobierno soviético, y ayudó a llevar a la actitud de confrontación dada en ambos lados en los años siguientes.
Según la historiografía soviética, dos oficiales británicos a bordo del barco de los comisarios dieron la orden de navegar hacia Krasnovodsk en lugar de a Astracán, donde encontraron a un Gobierno liderado por eseristas y oficiales británicos que inmediatamente ordenador el arresto de los comisarios. Los soviéticos inmortalizarían más adelante la muerte de los 26 Comisarios a través, entre otras, de películas obras de arte, sellos, y obras públicas como el Memorial a los 26 Comisarios en Bakú. En el famoso cuadro de Isaak Brodski, los oficiales británicos son retratados presenciando las ejecuciones.

## Investigaciones soviéticas
Borís Vladímirovich Sennikov publicó un libro en 2004 sobre sus hallazgos sobre la Rebelión de Tambov en el que menciona algunos hechos sobre el acontecimiento.
Sennikov afirma que el famoso cuadro de Brodski es una invención de la historiografía soviética. La verdad fue esclarecida por la comisión especial del Comité Ejecutivo Central del Congreso de los Sóviets de Rusia (VTsIK) que llegó desde Moscú. La comisión estaba encabezada por Vadim Chaikin (social-revolucionario). La comisión también estaba formada por un gran grupo de altos oficiales de la Cheka de Moscú liderado por Yákov Peters, un criminal internacional asociado con el Sitio de Sidney Street. Sennikov también proporciona una cita de Chaikin en el artículo de Suren Gazaryan Esto no debe repetirse en la revista Zvezdá de Leningrado: «El cuadro 'La ejecución de los 26 Comisarios de Bakú' es históricamente falso. No fueron fusilados, sino decapitados. Y el verdugo fue un único hombre, un turcomano, un bagatur de una fuerza gigantesca. Este turcomano los decapitó a todos usando una shashka con sus propias manos.» La fosa con los restos de los comisarios y sus cabezas fue cubierta bajo la vigilancia de la comisión especial del VTsIK y de representantes de la Cheka. El informe sobre la muerte de los comisarios de Bakú fue enviado por esta comisión al VTsIK, al Consejo de Comisarios del Pueblo y al Comité Central del Partido Comunista de Rusia (bolchevique).
En 1922, Vadim Chaikin publicó su libro A la Historia de la Revolución Rusa, en la editorial Grazhbin de Moscú, dedicando su primera parte, La ejecución de los 26 Comisarios de Bakú, al acontecimiento. Tras pasar un tiempo encarcelado en la prisión de Oriol, Chaikin fue fusilado el 11 de septiembre de 1941 junto a otros 156 compañeros de prisión durante la Masacre del Bosque de Medvédev.

## Los comisarios

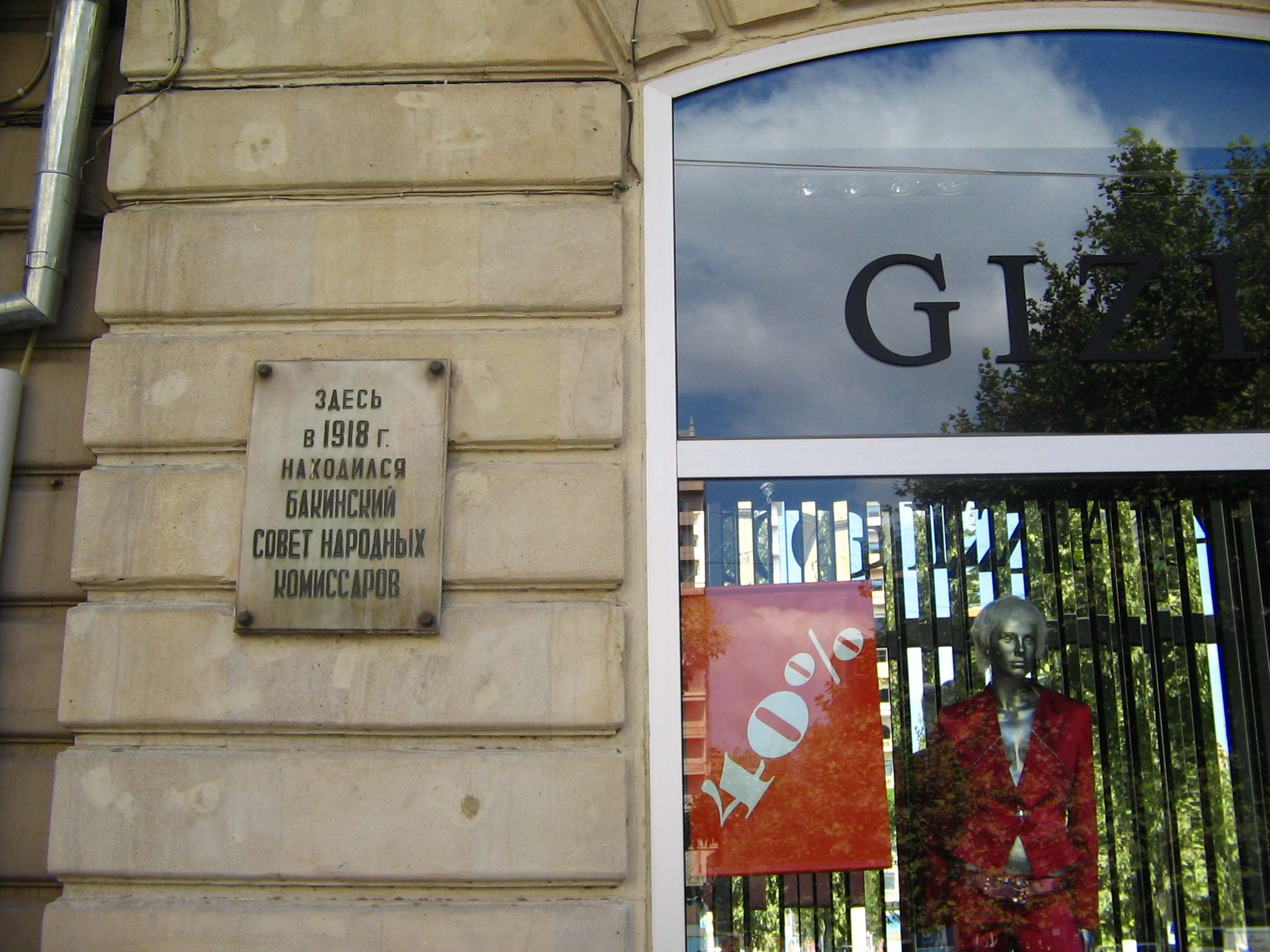
Bakú, 2005. Placa sobre el muro de la antigua sede de la Comisaría de Bakú (1918)

Los veintiséis Comisarios de Bakú no eran todos comisarios ni bolcheviques; algunos de ellos eran social-revolucionarios de izquierda y dashnaks. Había muchas nacionalidades entre ellos: griegos, letones, judíos, rusos, georgianos, armenios y azeríes.
Los 26 comisarios eran:
- Stepán Shaumián: presidente del Consejo de Comisarios del Pueblo de Bakú, comisario extraordinario para el Cáucaso.
- Prokofi Dzhaparidze: presidente del Comité Ejecutivo del Sóviet de Bakú.
- Meshadi Azizbekov: vicecomisario del Pueblo de Asuntos Internos, comisario de la gubernia de Bakú.
- Iván Fioletov: presidente del Consejo de Economía Nacional.
- Mir-Hasán Vazirov: comisario del Pueblo de Agricultura.
- Grigori Korganov: comisario del Pueblo de Guerra y Asuntos Navales.
- Yákov Zevin: comisario del Pueblo de Trabajo.
- Grigori Petrov: comisario militar del Consejo de Comisarios del Pueblo de la RSFS de Rusia en la región de Bakú.
- Iván Maliguin: vicepresidente del Comité Militar Revolucionario del Ejército del Cáucaso.
- Arsen Amir: editor jefe del periódico El Obrero de Bakú.
- Surén Osepian: editor jefe del periódico Izvestia del Sóviet de Bakú.
- Vladímir Polujin: comisario colegiado de Guerra y Asuntos Navales de la RSFS de Rusia.
- Fiódor Solntsev: miembro del Ejército Rojo.
- Armenak Boriyan: periodista.
- Iván Gabishev: comisario político de brigada.
- Mark Koganov: miembro del Comité Militar Revolucionario.
- Bagdasar Avakian: comandante militar de Bakú.
- Irakli Metaksa: guardaespaldas de Shaumián.
- Iván Nikoláishvili: guardaespaldas de Dzhaparidze.
- Aram Kostandian: vicecomisario del Pueblo de Agricultura.
- Solomón Bogdánov: miembro del Comité Militar Revolucionario.
- Anatoli Bogdánov: empleado.
- Isai Mishne: secretario del Comité Militar Revolucionario.
- Tatevos Amírov: comandante de caballería, miembro del Dashnak.[17]

## Demolición del Memorial a los 26 Comisarios y traslado de sus restos

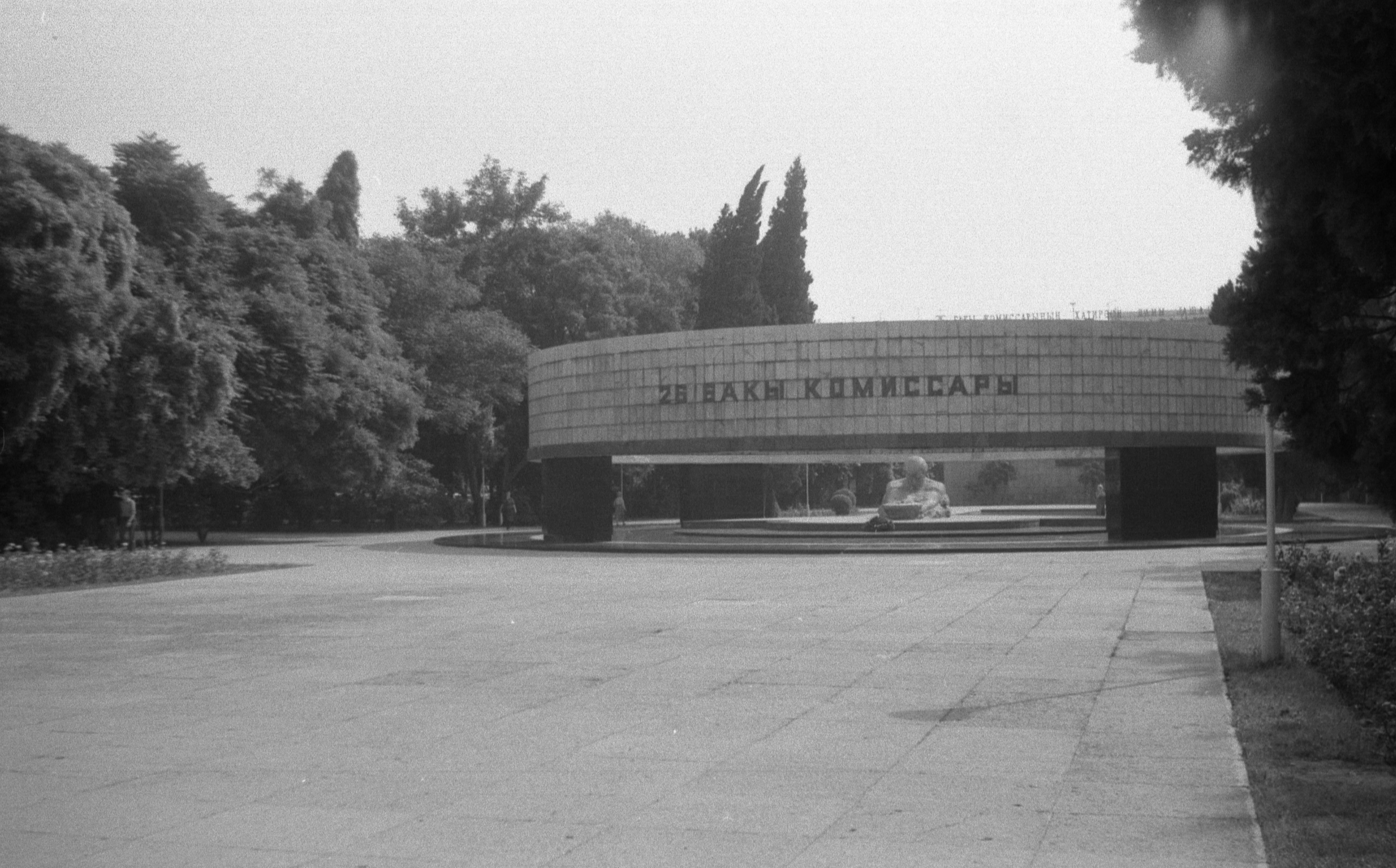
El Memorial a los 26 Comisarios de Bakú era un símbolo de la RSS de Azerbaiyán.

En enero de 2009, las autoridades de Bakú comenzaron la demolición del Memorial a los 26 Comisarios de la ciudad. Éste era el último monumento que quedaba de los varios que se levantaron en conmemoración de los comisarios en aquel parque durante el periodo soviético. A este último monumento se le había quitado ya la valla protectora en julio de 2008. Los restos de los comisarios fueron trasladados al cementerio de Hövsan el 26 de enero de 2009, con la participación del clero musulmán, judío y cristiano, que dirigieron las ceremonias religiosas.
Se opusieron al desmantelamiento algunos políticos izquierdistas locales y en particular el Partido Comunista de Azerbaiyán. También enfadó a Armenia, ya que la opinión pública armenia pensó que la demolición y el traslado de los restos estaba motivada por la renuencia de los azeríes (debido al conflicto de Nagorno-Karabaj) a tener a armenios enterrados en el centro de su capital. Otro escándalo sucedió cuando notas de prensa azeríes afirmaron que durante la exhumación solo se descubrieron veintiún cuerpos y que «Shaumián y otros comisarios armenios lograron escapar de sus asesinos.». Estas informaciones fueron cuestionadas por la nieta de Shaumián, Tatiana, que vive actualmente en Moscú, y que afirmó al diario ruso Kommersant que:
«Es imposible creer que no estuviesen todos enterrados. Hay una película en los archivos de los veintiséis cuerpos siendo enterrados. A parte de esto, mi abuela estuvo presente en la ceremonia.»
Casi todos los monumentos dedicados a los comisarios en Azerbaiyán que incluían a Shaumián, Azizbekov, Dzhaparidze y Fioletov han sido demolidos. La mayor parte de las calles con su nombre han sido también cambiadas.

## Cultura popular
El destacado poeta ruso Serguéi Yesenin escribió Balada a los veintiséis para conmemorar a los Comisarios de Bakú, un poema publicado por primera vez en El Obrero de Bakú del 22 de septiembre de 1925.
La banda rusa de música alternativa WOMBA nombró a uno de sus álbumes El 27.º comisario.
El destacado escritor italiano Tiziano Terzani escribió sobre los Comisarios de Bakú en su libro Buonanotte, signor Lenin (Buenas noches, Sr. Lenin: un viaje a través del final del Imperio Soviético, 1992).